# Cisitalia

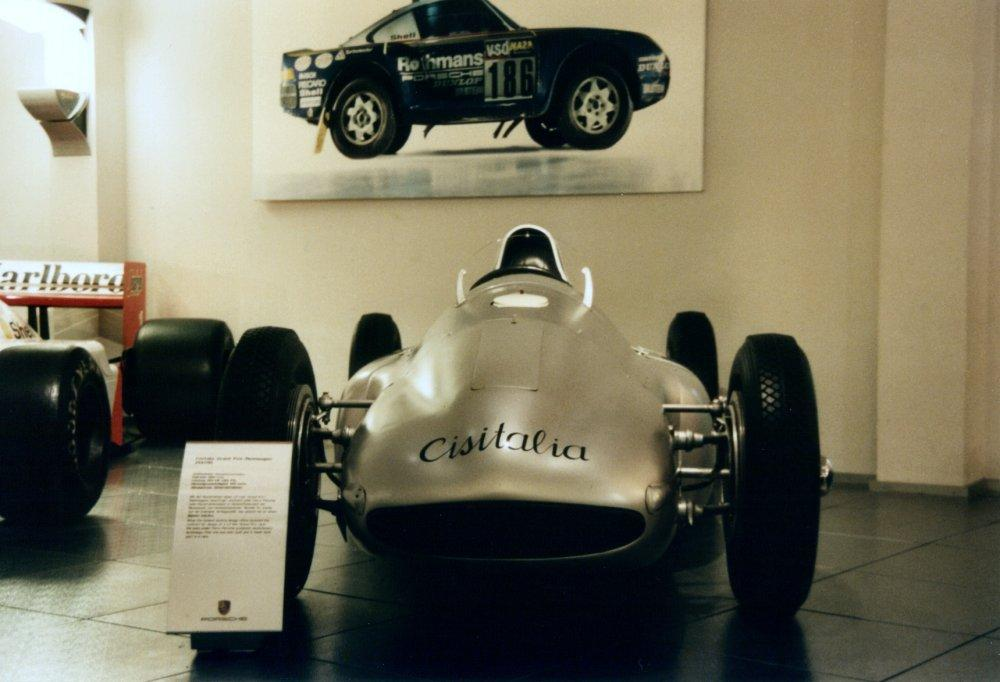
Porsche 360 Cisitalia

Cisitalia, Consorzio Industriale Sportive Italia, is een Italiaans automerk dat in 1946 werd opgericht door Piero Dusio. Het zorgde na de Tweede Wereldoorlog mee voor het heropleven van de autosport in Italië.
In de jaren dertig racete Piero Dusio in zijn vrije tijd reeds met auto's van Alfa Romeo en Maserati en na de Tweede Wereldoorlog besloot hij om zijn eigen racewagens te gaan bouwen. Samen met Dante Giacosa, de ontwerper van de Fiat Topolino, ontwikkelde hij de Cisitalia D46, gebruikmakend van relatief goedkope Fiat-onderdelen. De eerste race met de D46, de Coppa Brezzi in Turijn in 1946, werd meteen gewonnen. Dankzij de successen van de D46, zowel op economisch vlak als bij het racen, werd besloten om een volwaardige grand-prix-racewagen te ontwikkelen. Carlo Abarth, de oprichter van Abarth en destijds werkzaam voor Cisitalia, bracht Dusio in contact met Ferdinand Porsche. Samen met diens ingenieurs werd de Porsche 360 Cisitalia gebouwd.
Op basis van de D46 werd in 1947 de Cisitalia 202 gebouwd. Dit was een tweezits coupé, ontworpen door Pininfarina. Ongeveer 150 van deze 202 coupés werden gebouwd. In hetzelfde jaar werd ook een spider-versie van de 202 voorgesteld, getekend door Vignale. Samen met Vignale werd ook nog de 202 MM gebouwd, voor de Mille Miglia. De 202 MM werd tweede na een Alfa Romeo 8C 2900.
Het bedrijf kwam echter in financiële moeilijkheden en de grand-prix-afdeling verhuisde naar Argentinië. In 1951 werd nog een 303 DF gebouwd en in 1952 werd de 202D Gran Turismo voorgesteld. Ook hiervan werd weer een raceversie gebouwd voor de Mille Miglia, maar de wagen haalde de eindstreep niet.